# Maximilian von Weichs
Maximilian von Weichs, född 12 november 1881 i Dessau, död 27 september 1954 nära Bonn, var en tysk friherre och militär. Han stred i första världskriget och andra världskriget. Han utsågs till generalmajor 1933 och till generalfältmarskalk den 1 februari 1943. Han arresterades av amerikanska trupper men undgick åtal vid Nürnbergrättegångarna av medicinska skäl.
von Weichs tilldelades Riddarkorset av Järnkorset med eklöv 1945.

## Biografi
Han kom från en adlig familj och gick efter studenten in i ett kavalleriregemente. Efter första världskriget fortsatte hans militära karriär inom kavalleriet i Reichswehr.
I oktober 1933 fick von Weichs befälet över 3. Kavallerie-Division som året efter omorganiserades och motoriserades till en lätt (leichte) eller snabb (schnelle) division, båda beteckningarna användes. Utifrån denna division bildades 1. Panzer-Division den 15 oktober 1935 med von Weichs som förste befälhavare. Han ledde divisionen till den 1 oktober 1937 då han fick befälet över den nyuppsatta kåren XIII. Armeekorps.
von Weichs ledde kåren under fälttåget i Polen 1939 och fick direkt efter fälttåget mer betydande uppgifter då han fick befälet över den nyuppsatta 2. Armee – en armé han ledde under fälttåget i väst 1940. För insatser där belönades han den 29 juni med riddarkorset och befordrades den 19 juli till generalöverste. 
Inför fälttåget på Balkan våren 1941 förstärktes von Weichs armé och deltog i operationerna. Efter att den jugoslaviska armén besegrats ledde han kapitulationsförhandlingarna i den jugoslaviska huvudstaden Belgrad. Därefter förberedde von Weichs sig inför den tyska invasionen av Sovjetunionen, operation Barbarossa, där hans 2. Armee var en del av Armégrupp Mitte. I mitten av november insjuknade han och tvingades lämna sin tjänst i en dryg månad. När han kom tillbaka fick han leda sin armé i defensiva strider. 
Sommaren 1942 gick de tyska styrkorna åter på offensiven. von Weichs armé förstärktes med framför allt 4. Panzerarmee och fick det tillfälliga namnet Armeegruppe Weichs. Uppgiften var primärt att anfalla staden Voronezj. Den 15 juli fick han befälet över Armégrupp B och var högste ansvarig för de inledande striderna i Stalingrad. Den 19 november överfördes arméerna runt själva staden till den nybildade Armégrupp Don under ledning av Erich von Manstein. Trots det tyska misslyckadet vid Stalingrad befordrades von Weichs den 1 februari 1943 till generalfältmarskalk, men tvingades knappt två veckor senare lämna sitt befäl och placerades i befälsreserven. 
von Weichs återkom till aktiv tjänst den 26 augusti 1943 då han placerades på Balkan med högkvarter i Belgrad. Han var då befälhavare för Armégrupp F och samtidigt högste ansvarige för de tyska styrkorna på Balkan och i Grekland, Oberbefehlshaber Südost. Uppgifterna för hans underställda förband var ockupationstjänst, partisanbekämpning samt förberedelser för en eventuell allierad invasion. 
I januari 1945 hade de tyska styrkorna på Balkan lyckats retirera till stortysk mark. Den 5 februari förlänades von Weichs eklöven till sitt riddarkors. I slutet av mars överfördes han till befälsreserven i samband med att hans armégrupp upplöstes. Vid krigsslutet gick han i amerikansk krigsfångenskap. Under Nürnbergrättegångarna anklagades von Weichs för krigsförbrytelser men det blev ingen process på grund av hans sviktande hälsa.

## Befäl
- 1. Panzer-Division oktober 1935 – oktober 1937
- XIII. Armeekorps oktober 1937 – oktober 1939
- 2. Armee oktober 1939 – december 1941
- Armeegruppe Weichs juni – juli 1942
- Armeegruppe F juli 1943 – mars 1945